# Gare de Couffoulens - Leuc
La gare de Couffoulens - Leuc est une gare ferroviaire française de la ligne de Carcassonne à Rivesaltes, située sur le territoire de la commune de Couffoulens, à proximité de Leuc, dans le département de l'Aude en région Occitanie.
Elle est mise en service en 1876 par la Compagnie des chemins de fer du Midi et du Canal latéral à la Garonne. 
C'est une halte voyageurs de la Société nationale des chemins de fer français (SNCF), desservie par des trains TER Occitanie. 

## Situation ferroviaire
Établie à 129 mètres d'altitude, la gare de Couffoulens - Leuc est située au point kilométrique (PK) 356,739 de la ligne de Carcassonne à Rivesaltes, entre les gares en service de Carcassonne et de Verzeille. En direction de Carcassonne, s'intercale la gare fermée de Madame.

## Histoire
La gare de Couffoulens - Leuc est mise en service officiellement le 17 juillet 1876 par la Compagnie des chemins de fer du Midi et du Canal latéral à la Garonne, lorsqu'elle ouvre à l'exploitation la section de Carcassonne à Limoux de sa ligne de Carcassonne à Rivesaltes. De son ouverture à la fin de l'année 1876 la recette de la gare est de 15 353 francs, dont 4 415 fr pour le service des voyageurs, 224 francs pour le transport des marchandises Grande vitesse et 10 714 fr pour celui de la Petite vitesse.

## Fréquentation
De 2015 à 2023, selon les estimations de la SNCF, la fréquentation annuelle de la gare s'élève aux nombres indiqués dans le tableau ci-dessous.
| Année               | 2015 | 2016 | 2017 | 2018 | 2019 | 2020  | 2021  | 2022 | 2023 |
| ------------------- | ---- | ---- | ---- | ---- | ---- | ----- | ----- | ---- | ---- |
| Nombre de voyageurs | 709  | 571  | 255  | 33   | 368  | 1 613 | 2 054 | 826  | 966  |

## Service des voyageurs

### Accueil
Halte SNCF, c'est un point d'arrêt non géré (PANG) à entrée libre. Elle dispose d'un abri de quai.

### Desserte
Couffoulens - Leuc est desservie par des trains TER Occitanie circulant entre Carcassonne et Limoux.

### Intermodalité
Un parc pour les vélos et un parking pour les véhicules y sont aménagés. 
Des cars TER Occitanie complètent la desserte de la gare avec une ligne de Carcassonne à Quillan, via Limoux.

Installations de la halte en 2016
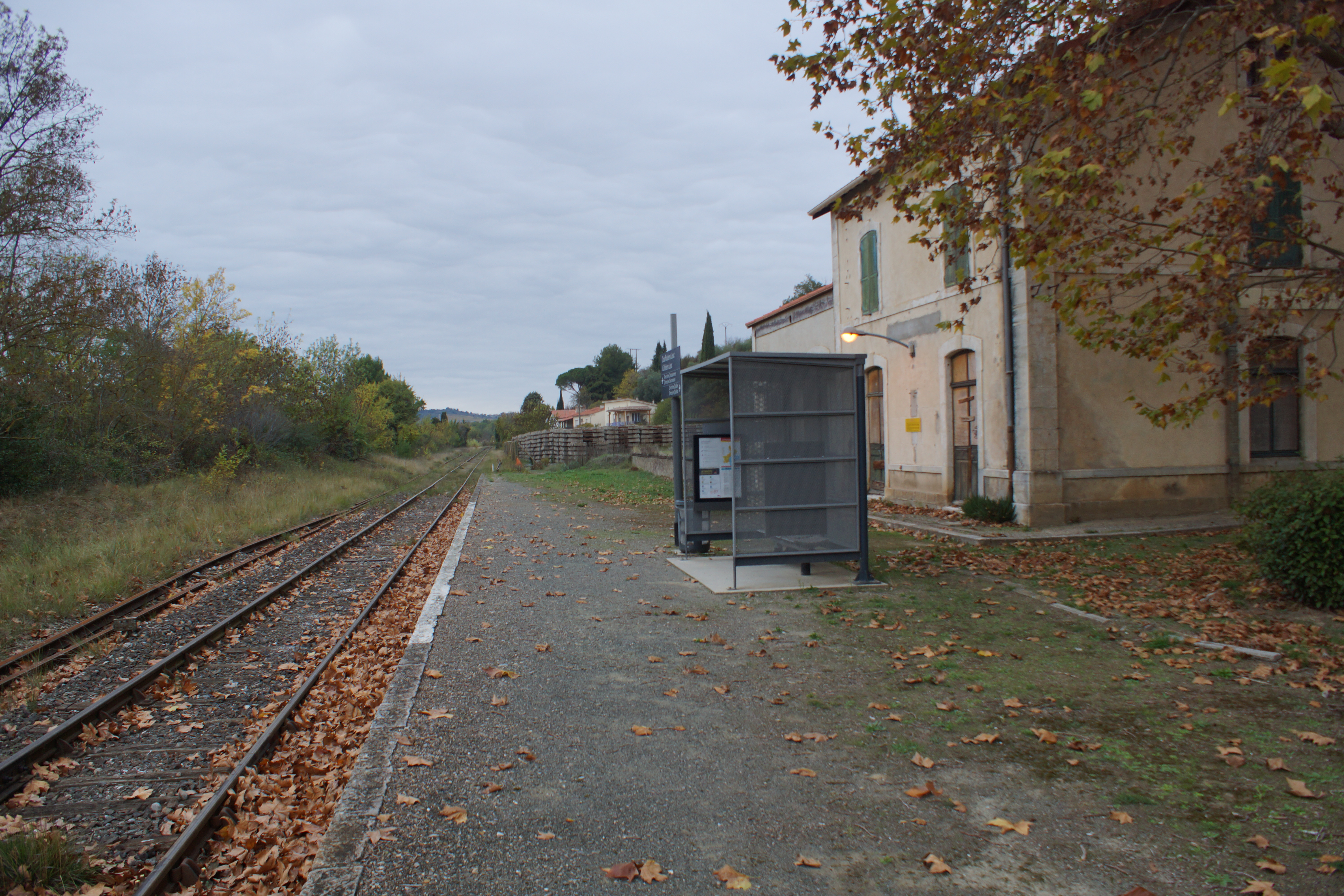
Voie et quai.
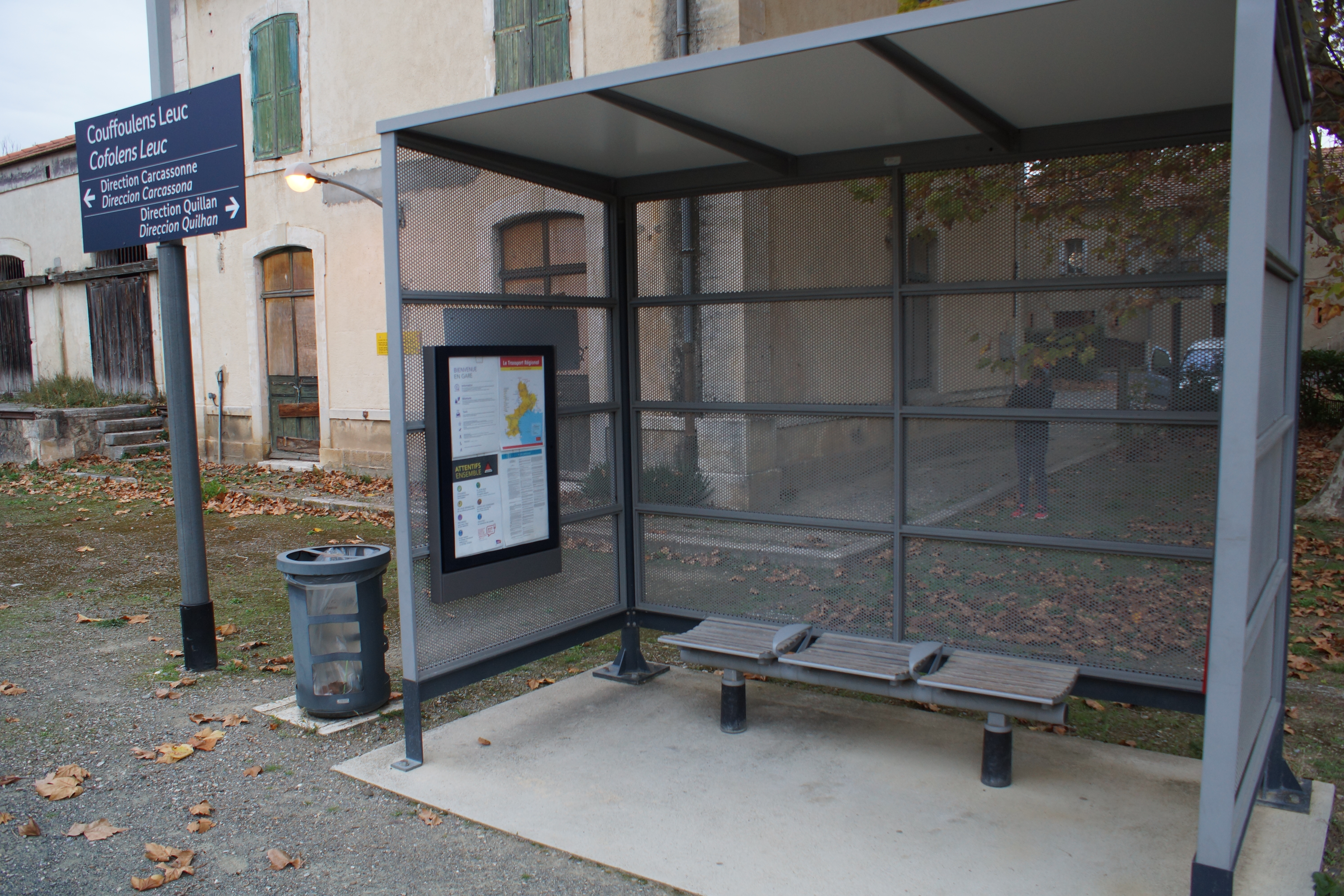
Abri de quai.

## Patrimoine ferroviaire
L'ancien bâtiment voyageurs et le petit édifice des latrines, tous deux construits par la Compagnie du Midi.